# HMS E11
HMS E11 — подводная лодка типа «E», Королевского флота Великобритании, самая успешная британская подводная лодка времен Первой мировой войны. Наиболее прославилась походами в Мраморное море, через сильно охраняемые Дарданеллы.
После спуска на воду 23 апреля 1914 года, E 11 вошла в состав флотилии подводных лодок в Харвиче. С первого дня участвовала в Первой мировой войне.

## Боевые действия в Северном море
В сентябре 1914 года, в ходе патрулирования ошибочно опознала подводную лодку нейтральной Дании как немецкую U-3, и атаковала торпедой. Попадания не добилась.
В октябре E 11 (командир — лейтенант-коммандер Мартин Несмит, англ. Martin Nasmith) была отряжена в группе из 3 лодок на Балтику. После двух неудачных попыток прорыва вернулась в базу.
Пыталась перехватить немецкие линейные крейсера во время набега на Скарборо в декабре, но из-за неисправности торпед успеха не добилась.
Обеспечивала налет на Куксхафен, где 25 декабря 1914 года подобрала из воды пилотов трех аэропланов, совершивших вынужденную посадку.

## Боевые действия в Средиземном море

### Первый поход
В мае 1915 года, по-прежнему под командой Несмита, E 11 прибыла под Дарданеллы, для участия в подводной кампании в Мраморном море. До неё, 27 апреля 1915 года туда первой проникла E 14.
Первый поход начался в ночь на 18 мая. Всплыв у поселка Галлиполи, Несмит захватил турецкий парусник, и пришвартовал его к ограждению рубки для маскировки. Но привлечь новые цели это не помогло. Форсировав пролив, он вошел в Мраморное море, где 23 мая потопил канонерскую лодку и несколько мелких судов. На следующий день у Родосто (современный Текирдаг) он встретил транспорт «Нагара» (тур. Nağara), груженый боеприпасами. Транспорт был потоплен после того, как команде было приказано его покинуть. На борту был и корреспондент «Чикаго Дейли Ньюс», осветивший этот эпизод. Несмит потопил еще один транспорт и загнал на мель другой, затем был вынужден отойти под турецким обстрелом.
25 мая 1915 года лодка достигла Стамбула. Целью её были немецкие крейсера Goeben и Breslau. Но всплыв, командир обнаружил только старый транспорт Stamboul, у стенки арсенала. Первая торпеда, описав циркуляцию, едва не потопила собственную лодку. Вторая попала в транспорт. E 11 погрузилась под огнём, выполняя уклонение. 20 минут она не могла справиться с подводным течением, затем легла на грунт в районе Девичьей башни. Stamboul не затонул, и смог выброситься на берег под Гаремом. Это была первая атака с моря на Стамбул с 1878 года, что вызвало панику в городе, а «Гебен» сменил якорную стоянку на более мелководную.
27 мая лодка вернулась на подходы к Босфору. Потопила еще несколько судов, но торпеды подходили к концу, и нарастало число поломок и неисправностей. 5 июня начала обратный переход. Последний транспорт потопила уже на переходе в Дарданеллах, оставшимися двумя торпедами. В узкости у Чанаккале затралила минреп якорной мины и, не имея возможности освободиться на месте, буксировала мину до выхода из пролива.
Всего в первом походе лодка потопила и повредила 7 кораблей и судов. Несмит был награждён за него крестом Виктории.

### Второй поход

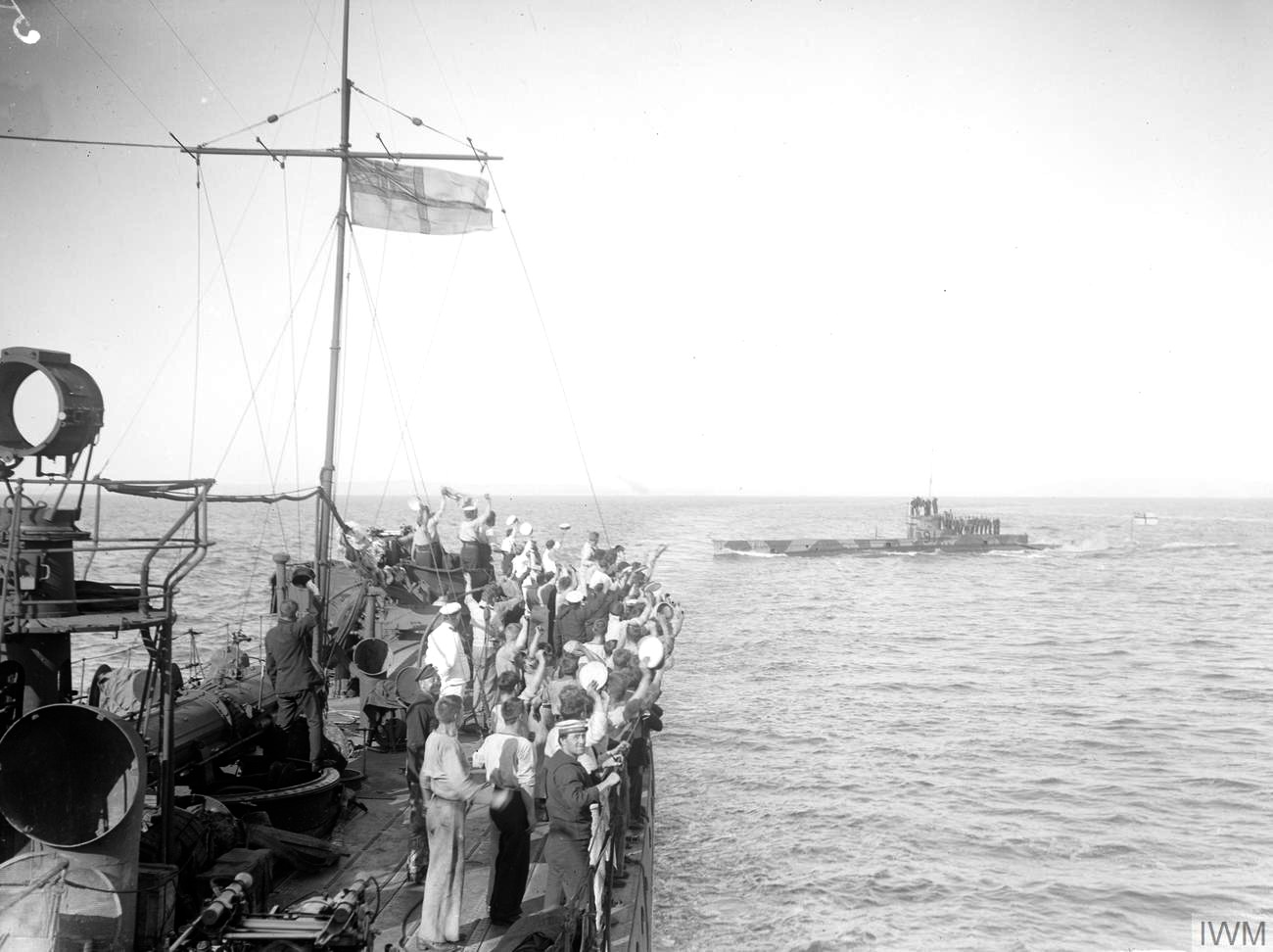
Экипаж HMS Grampus приветствует E11 по возвращении из похода

Второй поход совпал с высадкой в бухте Сульва, в ходе Дарданелльской операции. Оборона проливов к тому времени была усилена, а транспорты проявляли осторожность. 8 августа 1915 года у северного выхода из Дарданелл E 11 потопила устаревший броненосец (турками классифицировался как линкор) «Хайреддин Барбаросса» — один из двух, потерянных турками за войну. Затем у Константинополя был потоплен готовившийся к разгрузке угольщик. Сделав переход в Измирский залив, в ночь на 20 августа лодка высадила на берег первого лейтенанта Д’Ойли-Хьюза (англ. Guy D'Oyly-Hughes), который подорвал полотно железной дороги Стамбул-Багдад. За это он был награждён крестом «За Заслуги».
Всего, E 11 совершила три похода в Мраморное море, в ходе которых потопила и повредила 27 пароходов и 58 мелких судов.